# Barbinek Péter
Barbinek Péter (Budapest, 1949. június 21. –) Jászai Mari-díjas magyar színész, szinkronszínész.

## Életpályája
1969-ben a Nemzeti Színház stúdiójában dolgozott. 1970–71-ben a Veszprémi Petőfi Színház színésze volt. 1971–72-ben a debreceni Csokonai Nemzeti Színház tagja volt. 1972–73-ban a szolnoki Szigligeti Színházban játszott. 1973-ban vették fel a Színház- és Filmművészeti Főiskolára. 1977-ben szerezte meg diplomáját, Kazimir Károly osztályában. 1977–1981 között ismét a Csokonai Színházhoz szerződött. 1981–82-ben a nyíregyházi Móricz Zsigmond Színház tagja volt. 1982–1986 között és 1991–92-ben között a Békés Megyei Jókai Színházban lépett fel. 1986–1989 között a kecskeméti Katona József Színház színművésze, 1989–1991 között a zalaegerszegi Hevesi Sándor Színház tagja volt. 1992-től szabadfoglalkozású színész[mikor?].

## Színházi szerepei
- Marlowe: II. Edwárd....ifjú Mortimer
- Csiky Gergely: A nagymama....pincér
- Anouilh: Médea....őr
- Illyés Gyula: Kegyenc....Julianus
- Hasek: Svejk, a derék katona....hadnagy
- Victor Hugo: A királyasszony lovagja....tiszt
- Lengyel-Görgey: Sancho Panza királysága....fiatalember
- William Shakespeare: Rómeó és Júlia....Paris
- Radzinszkij: Futó kaland....fiatalember a járdaszélen
- Németh László: Erzsébet-nap....csendőr
- Heltai Jenő: A néma levente....Galeotto Marzio; Agárdi Péter
- George Bernard Shaw: Szent Johanna....Gilles de Rais
- Brecht-Lame: Happy End....rendőr
- Lehár Ferenc: Luxemburg grófja....Lord Worchester
- Rákos-Kazimir: Agyagtáblák üzenete - Gilgames....Huwawa
- Solohov: Emberi sorsok....Prohor
- László-Bencsik Sándor: Anyaföld....Csider
- Kazimir Károly: Petruska....káplár
- Kazimir-Ortutay: Kalevala....Vejnemöjnen
- Katona József: Bánk bán....Solom mester; Bánk bán
- Tolcsvay László: Keshani Ali balladája....Bülent Onaran
- Mesterházi Lajos: A Prométheusz rejtély....Telamón
- Szigligeti Ede: Liliomfi..Schwarz
- Leigh: La Mancha lovagja....dr. Carrasco
- Szakonyi Károly: Hongkongi paróka....Mihálitz Gusztáv
- Puskin: Anyegin...a költő
- Csehov: Három nővér....Szoljonij
- Kander-Ebb: Kabaré....Ernst
- Páskándi Géza: A diákbolondító, vagy sok lúd disznót győz, avagy finomabban Bábuk közt egy ember....Csokonai Vitéz Mihály
- Beaumarchais: Figaro házassága....Almaviva gróf
- Hervé: Nebáncsvirág....Ferdinand de Champlatreux
- Nagy Lajos: Új vendég érkezett....Petur István
- Szabó Magda: Régimódi történet....idős és ifjú Hoffer József
- Tolsztoj: Élő holttest....vizsgálóbíró
- Ghelderode: Barabbás....Barabbás
- Radicskov: Repülési kísérlet....Igo
- Sarkadi Imre: Oszlopos Simeon, avagy: lássuk, uramisten, mire megyünk ketten....Jób
- Ruzante: A csapodár madárka[2]....Tonin
- Móricz Zsigmond: Úri muri....Lekenczey Muki[3]
- Páskándi Géza: Galváni békája....
- Saenz: Ez aztán szerelem....ügyvéd
- Dóczy Lajos: Csók....Adolár
- Schnitzler: Körtánc....a férj
- Rostand: Cyrano....Cyrano de Bergerac
- Behár György: Professzor az alvilágban....Belzebub; Naszályi János
- Németh László: Sámson....Jefte
- Csiky Gergely: A kalap....kancellár
- Jean-Paul Sartre: Antona foglyai....Werner von Gerlach
- Dolce: A kölyök....Messer Opilio
- Shakespeare: Lear király....Edmund
- Williams: Orpheusz alászáll....Val Xavier
- Shakespeare: Szentivánéji álom....Oberon
- Kisfaludy Károly: A pártütők....a helység kovácsa
- Betti: Bűntény a kecskeszigeten....Angelo
- Örkény István: Forgatókönyv....Barabás Ádám
- Nash: Az esőcsináló....Starbuck
- Tömöry Péter: Síp a tökre....Boncius Atya
- Johnson: Lakat alá a lányokkal....Szikla Szilárd
- Lev Nyikolajevics Tolsztoj: Háború és béke....Andrej Bolkonszkij herceg
- Shakespeare: A velencei kalmár....Antonio
- Móricz Zsigmond: Légy jó mindhalálig....igazgató
- Móricz Zsigmond: Sári bíró....Pengő Kovács
- Foster: A színezüst csehó....William
- Shaw: Pygmalion....Henry Higgins
- Shakespeare: Othello, a velencei mór....Jago
- Tóth Ede: A falu rossza....Kónya
- Zilahy Lajos: A tizenkettedik óra....János
- Friedrich Schiller: Stuart Mária....Burleigh grófja
- Arthur Miller: Alku....Walter Franz
- Shakespeare: Macbeth....Macbeth; Duncan
- Shaw: Az ördög cimborája....Dudgeon Richárd
- Svarc: Hétköznapi csoda....ügyvezető miniszter
- Jókai Mór: A kőszívű ember fiai....Baradlay Kázmér hangja; Pál
- Hegedűs-Bonfini-Arany: Kard és kereszt (Szent László legendája)....Szent László király
- Euripidész: Helené....Meneláosz
- Leonard Bernstein: West Side Story....Schrank
- Kocsák Tibor: Nana....Mignon; Prulliére; miniszter
- Miller: A salemi boszorkányok....Putnam
- Miklós Tibor: Ilyenek voltunk....Jackie; Nyomozó; Fater; Tóth elvtárs; Kardos úr; Erdős doktor; Lajos
- Kocsák–Kemény: Kiálts a szeretetért!....Vatikáni szóvivő; Orvos Moti Jihl-ben; Szíriai nagykövet
- Kocsák Tibor: Utazás....
- Szemenyei János: Vuk....Barna bácsi
- Szép Ernő: Fiú, leány....Elemér

## Színházi rendezései
- Heltai Jenő: A néma levente (1984)
- Karinthy Ferenc: Gellérthegyi álmok (1985)
- Eisemann Mihály: Egy csók és más semmi (1986)
- Móricz Zsigmond: Légy jó mindhalálig (1987)
- Csukás István: Ágacska (1990)
- Cooney-Chapman: Ne most, drágám! (1995)
- Szabó Magda: Az a szép fényes nap (1996)
- Miklós Tibor: Darabot Dianáról! (1998)
- Szép Ernő: Fiú, leány (2007)

## Filmjei

### Játékfilmek
- A járvány (1976)
- Koplalóművész (1975)
- A királylány zsámolya (1976)
- Utolsó előtti ítélet (1980)
- Dögkeselyű (1982)
- Vadon (1988)
- Szép halál volt (2002)
- Konyec – Az utolsó csekk a pohárban (2007)
- Kaméleon (2008)
- A martfűi rém (2016)
- Zárójelentés (2020)
- Valami madarak (2023)

### Tévéfilmek
- Abigél 1-4. (1977)
- Átok és szerelem (1985)
- Szigorú idők (1988)
- Margarétás dal (1989)
- Linda (1989)
- Haláli történetek (1991)
- Privát kopó (1992)
- Patika (1995)
- Az öt zsaru (1998)
- Szomszédok (1995-1999)
- Kisváros (1994-2000)
- Barátok közt (2006)
- Tűzvonalban (2008-2009)
- Hacktion: Újratöltve (2012)
- Jóban Rosszban (2015)
- Aranyélet (2017)
- Cseppben az élet (2019)
- Mintaapák (2019)
- Drága örökösök (2020)
- A Nagy Fehér Főnök (2022–2023)
- …a szomszéd tehene (2024)

## Szinkronszerepei
- Indiana Jones és az utolsó kereszteslovag: Walter Donovan - Julian Glover
- A Magnum ereje: Charlie McCoy - Mitchell Ryan
- Chaplin: Douglas Fairbanks - Kevin Kline
- Halálhágó: Choozhoo főtörzszászlós - Arlen Dean Snyder
- Torrente 2. - A Marbella küldetés: Mauricio Torrente - Tony Leblanc
- Az alapító: Maurice McDonald - John Carroll Lynch
- Family Guy: Carter Pewterschmidt
- League Of Legends: Aurelion Sol
- Lolita: Claire Quilty - Frank Langela
- Észak és Dél: Sam Greene képviselő - David Ogden Stiers
- Kutyaszorítóban: Mr. White - Harvey Keitel (eredeti szinkron)
- Dinasztia: Mark Howard Jennings - Geoffrey Scott
- A házasság buktatói: Erman Arsen - Erdal Küçükkömürcü
- Zsarublues: Ray Calletano - René Enríquez
- Erdészház Falkenauban: Max von Bernried - Paul Hubschmid
- Angel Falls: Luke Larson - James Brolin
- JAG – Becsületbeli ügyek: A.J. (Albert Jethro) Chegwidden - John M.Jackson (első hang)
- Kobra: Dallas Cassel - James Tolkan
- M.A.S.H: Henry Blake - McLean Stevenson
- Star Trek - Voyager: Emergency Medical Hologram - Robert Picardo
- Kaméleon: Sydney - Patrick Bauchum
- Cagney és Lacey: Bert Samuels - Al Waxman
- Trópusi hőség: Carillo - Pedro Armendáriz Jr.
- Szoknyás fejvadász: Tiny Bellows - James Remar
- Végveszélyben: Roger Atkins - Will Lyman
- Bűvölet: Bruno Gentili - Gino Lavagetto
- Az elveszett legendák kalandorai: Vincent Siminou - Arnold Vosloo
- Pokoli család: Ernie Cumberbatch - John Amos
- John Doe – A múlt nélküli ember: Digger - William Forsythe
- Breaking Bad – Totál szívás: Hank Schrader - Dean Norris
- Better Call Saul: Hank Schrader - Dean Norris
- Agymenők: Richard Williams ezredes - Dean Norris
- Alias: Arvin Sloane - Ron Rifkin
- Sírhant művek: Nathaniel Fisher - Richard Jenkins
- Az elnök emberei: Bruno Gianelli - Ron Silver
- Sheena, a dzsungel királynője: Mendelsohn - Kevin Quigley
- Futballistafeleségek: Frank Laslett - John Forgeham
- Az Oroszlán őrség: Rafiki - Khary Payton
- A buszon: Cyril Blakey Blake, az ellenőr - Stephen Lewis
- Gyagyás család: Adalberto Tito Roldán - Miguel Ángel Rodríguez
- Szeretők és titkok: Andrea Emiliani - Michele Lastella
- M, mint muskétás: Cardinal Mazarin - Michael Ironside
- A szökés: Warden Henry Pope - Stacy Keach
- 102 kiskutya: Dr. Pavlov - David Horovitch
- Bostoni halottkémek: Max Cavanaugh - Ken Howard
- Afrika gyöngyszeme: Eliseu Figueiredo - José Eduardo
- Robin Hood: Sheriff of Nottingham - Keith Allen
- Jericho: Johnston Green - Gerald McRaney
- Testvérek: Saul Holden - Ron Rifkin
- Rémvadászok: Captain Richard Page - Richard Gant
- Vészhívás: Det. Insp. Malcolm Thorne - Gary Day
- Gyilkos elmék: David Rossi - Joe Mantegna
- Édes, drága titkaink: Tripp Darling - Donald Sutherland
- Halottnak a csók: Narrator - Jim Dale
- Pimaszok, avagy kamaszba nem üt a mennykő: Jim Egan - James Garner
- A gyűjtő: The Devil/Nobleman - Colin Cunningham
- Canterbury-esetek: Deputy Attorney General Zach Williams - Terry Kinney
- Julieta: Genaro Valencia - Manuel Ojeda
- Maria Mercedes: Manuel Muñoz - Luis Uribe
- A bosszú csapdájában: Nasuh Şadoğlu - Macit Sonkan
- A nagykövet lánya: Güven Çelebi - Erdal Küçükkömürcü
- Az aranyifjú: Halis Korhan – Çetin Tekindor
- A bosszú álarca: Dr. Armando Rivera - Daniel Lugo
- X-Men – A kívülállók: Kardfog - Tyler Mane
- X-Men: Az ellenállás vége: Kolosszus / Peter Rasputin - Daniel Cudmore
- Az Őrzők legendája: Echidna - Barry Otto
- Ray Donovan: Mickey Donovan - Jon Voight
- Heartland: Jack Bartlett - Shaun Jhonton
- Star Wars: Lázadók: Hondo Ohnaka (1. hang)- Jim Cummings
- Soy Luna: Roberto Muñoz - Marcelo Bucossi
- Én és a lovagom: Colbert - TBA
- A jövő hírnöke: Bethlehem tábornok - Will Patton
- Menekülés Absolomból: Walter Marek - Stuart Wilson
- Vírus: Donald McClintock tábornok - Donald Sutherland
- A parazita: Andrew Nivens - Donald Sutherland
- Hullajó: Les nagybácsi - Ian Watkin
- Szökésben: Jack Benyon - James Woods
- Ki vagy, doki?: Az angyalok ideje: Alistair - Simon Dutton
- Kertitörpe-kommandó: Charlie
- Homeland – A belső ellenség: Saul Berenson - Mandy Patinkin
- Zorro Legendája: Jacob McGivens - Nick Chinlund
- Dr. Pol állatklinikája: Dr. Jan Pol
- A Mandalóri: Az ügyfél - Werner Herzog
- Véres karácsony: Télapó - Bill Goldberg
- Legyőzhetetlen (televíziós sorozat): Nolan Grayson/Minden-Ember
- Marvelek:  Nick Fury - Samuel L. Jackson)
- Volt egyszer egy stúdió: Rafiki (Robert Guillaume (archív felvétel)
- Deadpool & Rozsomák: Victor Creed / Kardfog - Tyler Mane
- Mi lenne, ha…?: Nick Fury (2. évadtól)
- Transformers: John Keller - Jon Voight
- Transformers 3.: Que - George Coe
- Verdák 2.: Ivan - Stanley Townsend
- A Pókember elképesztő kalandjai: Stan (2. évadtól), Nagymester - Stan Lee, Jeff Bennett
- Bosszúállók: Gideon Malick - Powers Boothe
- Star Wars: A klónok háborúja: Hondo Ohnaka - Jim Cummings

## Díjai
- Jászai Mari-díj (1988)